# Polyrhachis thrinax
Polyrhachis thrinax är en myrart som beskrevs av Julius Roger 1863. Polyrhachis thrinax ingår i släktet Polyrhachis och familjen myror.

## Underarter
Arten delas in i följande underarter:
- P. t. castanea
- P. t. inconstans
- P. t. javanica
- P. t. lancearia
- P. t. lucida
- P. t. nigripes
- P. t. thrinax